# Lathrolestes jennyae
Lathrolestes jennyae là một loài tò vò trong họ Ichneumonidae.